# Allocosa tarentulina
Allocosa tarentulina är en spindelart som först beskrevs av Jean Victor Audouin 1826.  Allocosa tarentulina ingår i släktet Allocosa och familjen vargspindlar. Inga underarter finns listade i Catalogue of Life.